# Strangers in the Night/No Place to Run
Strangers in the Night/No Place to Run è un album raccolta del gruppo musicale britannico UFO, pubblicato nel 2012 dalla EMI. Il primo disco contiene le tracce dell'album live Strangers in the Night, mentre il secondo contiene le tracce di No Place to Run più una versione alternativa di Gone in the Night e tre brani dell'album stesso registrati dal vivo.

## Tracce

### Disco 1
1. Hot 'n' Ready (live) – 3:48
2. Cherry (live) – 4:30
3. Let It Roll (live) – 4:56
4. Love to Love (live) – 8:21
5. Natural Thing (live) – 3:40
6. Out in the Street (live) – 5:14
7. Only You Can Rock Me (live) – 4:04
8. Mother Mary (live) – 3:25
9. This Kid's (live) – 4:36
10. Doctor Doctor (live) – 4:43
11. I'm a Loser (live) – 4:07
12. Lights Out (live) – 5:17
13. Rock Bottom (live) – 11:26
14. Too Hot to Handle (live) – 4:34
15. Shoot Shoot (live) – 4:07

### Disco 2
1. Alpha Centauri – 1:56 (Chapman)
2. Lettin' Go – 3:51 (Mogg, Way, Chapman)
3. Mystery Train – 3:55 (Parker, Phillips)
4. This Fire Burns Tonight – 4:13 (Mogg, Chapman)
5. Gone in the Night – 3:44 (Mogg, Chapman)
6. Young Blood – 4:00 (Mogg, Way)
7. No Place to Run – 3:58 (Mogg, Chapman)
8. Take It or Leave It – 3:01 (Raymond)
9. Money Money – 3:29 (Mogg, Way)
10. Anyday – 3:51 (Mogg, Chapman)
11. Gone in the Night (versione alternativa) – 4:04 (Mogg, Chapman)
12. Lettin' Go – 3:45 (Mogg, Way, Chapman) – live at the Marquee (15 novembre 1980)
13. Mystery Train – 6:07 (Parker, Phillips) – live at the Marquee (15 novembre 1980)
14. No Place to Run – 4:35 (Mogg, Chapman) – live at the Marquee (15 novembre 1980)

## Formazione
- Pete Way - basso
- Andy Parker - batteria
- Michael Schenker - chitarra
- Paul Raymond - tastiere, chitarra, voce
- Phil Mogg - voce